# Tanypus murimus
Tanypus murimus är en tvåvingeart som först beskrevs av Maurice Emile Marie Goetghebuer 1923.  Tanypus murimus ingår i släktet Tanypus och familjen fjädermyggor.
Artens utbredningsområde är Belgien. Inga underarter finns listade i Catalogue of Life.